# Ingrid García-Jonsson
Ingrid García Jonsson (Skellefteå; 6 de setembre de 1991) és una actriu hispano-sueca amb nombrosos reconeixements, com el de millor interpretació femenina dels premis ASECAN de 2014 i nominada millor actriu revelació als premis Goya.

## Biografia
Filla d'una sueca i un sevillà, va créixer i es va criar a Sevilla, sense perdre el contacte amb les seves arrels maternes, la qual cosa la va convertir en políglota (parla anglès, castellà i suec).
En la seva joventut va començar a fer petits treballs en televisió i a formar-se en interpretació, dansa i producció artística. Movent-se entre Sevilla, Madrid i l'Argentina i compaginant-ho tot amb treballs en una hostaleria com a cambrera, va començar la carrera d'arquitectura que va abandonar en el quart curs per dedicar-se plenament a la interpretació.
Amb una activitat frenètica i un registre molt variat, aconsegueix el seu primer gran paper en el llargmetratge Hermosa juventud, convencent al públic i crítica al Festival Internacional de Cinema de Canes. Comença a rebre nombroses nominacions i premis, aconseguint una estabilitat que li permet deixar de recórrer a l'hostaleria i abandona els seus estudis universitaris.
Nominada com a millor actriu als Premis Feroz, Premis Forqué, Premis Gaudí i Premis Goya, es va convertir en una actriu més que coneguda del cinema independent, que li ha proporcionat un currículum extens malgrat la seva joventut.
Al llargmetratge Knight & Day va fer de doble de llums de Cameron Diaz en algunes escenes. En el 2018 va aparèixer al podcast Jirafas, emès per Playz i conduït per David Sainz i el 2019 va ser l'animadora principal dels VI Premis Feroz.
Pel 2020 té previst el rodatge de la pel·lícula 1200 almas, en la qual està previst que comparteixi escenes amb l'actor francès Jean Reno. I pel 2021 és previst que comenci el rodatge de la pel·lícula El legado de María.

## Filmografia
Llargmetratges
- 2020 El arte de volver
- 2020 Golpe maestro
- 2020 Explota explota
- 2019 Salir del ropero
- 2019 La pequeña Suiza
- 2019 Yo, mi mujer y mi mujer muerta
- 2019 Taxi a Gibraltar
- 2018 Smallfoot (veu de Kolka - Gina Rodríguez)
- 2018 Ana de día
- 2018 En las estrellas
- 2018 Love Me Not
- 2016 Golpe maestro
- 2016 Zona hostil
- 2015 Gernika
- 2015 Acantilado
- 2015 Toro
- 2014 Berserker
- 2014 Sweet Home
- 2014 Eryka's Eyes
- 2013 Hermosa juventud
- 2013 Todos tus secretos
- 2013 Investigación policial
- 2011 Okupados

Curtmetratges
- 2020 El ruido Solar
- 2019 Nacho no conduce.
- 2018 El fracaso
- 2018 La vida nuestra
- 2018 Nacho no conduce
- 2016 El desconcierto
- 2014 Cerca, lejos
- 2013 Ánimo, valiente
- 2013 Frikis
- 2012 El jardinero
- 2012 Ministro
- 2012 Gañán
- 2011 Rött har svart
- 2011 Manual for Bored Girls
- 2010 Dulce miseria

Televisió
- 2019 Instinto
- 2019 Capítulo 0 (El pez Dorado)
- 2018 Apaches
- 2013 Aliados

Websèries
- 2018 Limbo
- 2013 Con pelos en la lengua
- 2012 Probando, probando
- 2010 1385

Videoclips
- 2016 Aaron Rux - My Private Dance Alone
- 2014 Alborotador Gomasio - Los residuos de la sociedad
- 2014 Julien Elsie - Failures of the Modern Man
- 2011 Edredón - Querido pedagogo

## Obras de teatre
- 2017 Medida por medida
- 2013 Noche de chicas
- 2009 Los 80 son nuestros
- 2008 El sueño de una noche de verano

## Premis i nominacions
- 2017 Actriu del segle xxi, Festival internacional Medina del Campo
- 2017 Rostre més bell del cinema, revista Glamour
- 2016 "Un futur de cinema”, Cinema Jove, Festival internacional de cinema de València
- 2015 Millor actriu revelació, Premis Turia
- 2015 Millor actriu, Premis Sant Jordi
- 2015 Nominada millor actriu revelació, Medalles del Cercle d'Escriptors Cinematogràfics
- 2015 Nominada millor actriu revelació, Premis Goya
- 2014 Nominada millor actriu protagonista, Premis Gaudí
- 2014 Millor interpretació femenina, Premis ASECAN
- 2014 Nominada millor interpretació femenina, Premis Forqué
- 2014 Nominada millor actriu protagonista, II Premis Feroz
- 2014 Millor actriu, Festival de cinema de Lisboa i Estoril
- 2014 Millor actriu, Festival de Cinema Espanyol de Marsella
- 2014 Millor actriu, FestivalCinespaña de Tolosa de Llenguadoc
- 2014 Premi ASFAAN